# Thurn en Taxispark
Het Thurn en Taxispark (Frans: Parc Tour et Taxis) is een publiek park in de Brusselse deelgemeente Laken, aangelegd op een deel van de voormalige Thurn en Taxissite. Het park werd op 8 mei 2014 ingehuldigd tijdens de Gewestelijke Irisfeesten. Het park strekt zich uit van het kanaal tot de metrostations Belgica, Pannenhuis en Bockstael en het spoorwegstation Thurn en Taxis. Het ligt op de voormalige spoorlijn 28A en loopt onder de Jubelfeestbrug.

## Fotogalerij

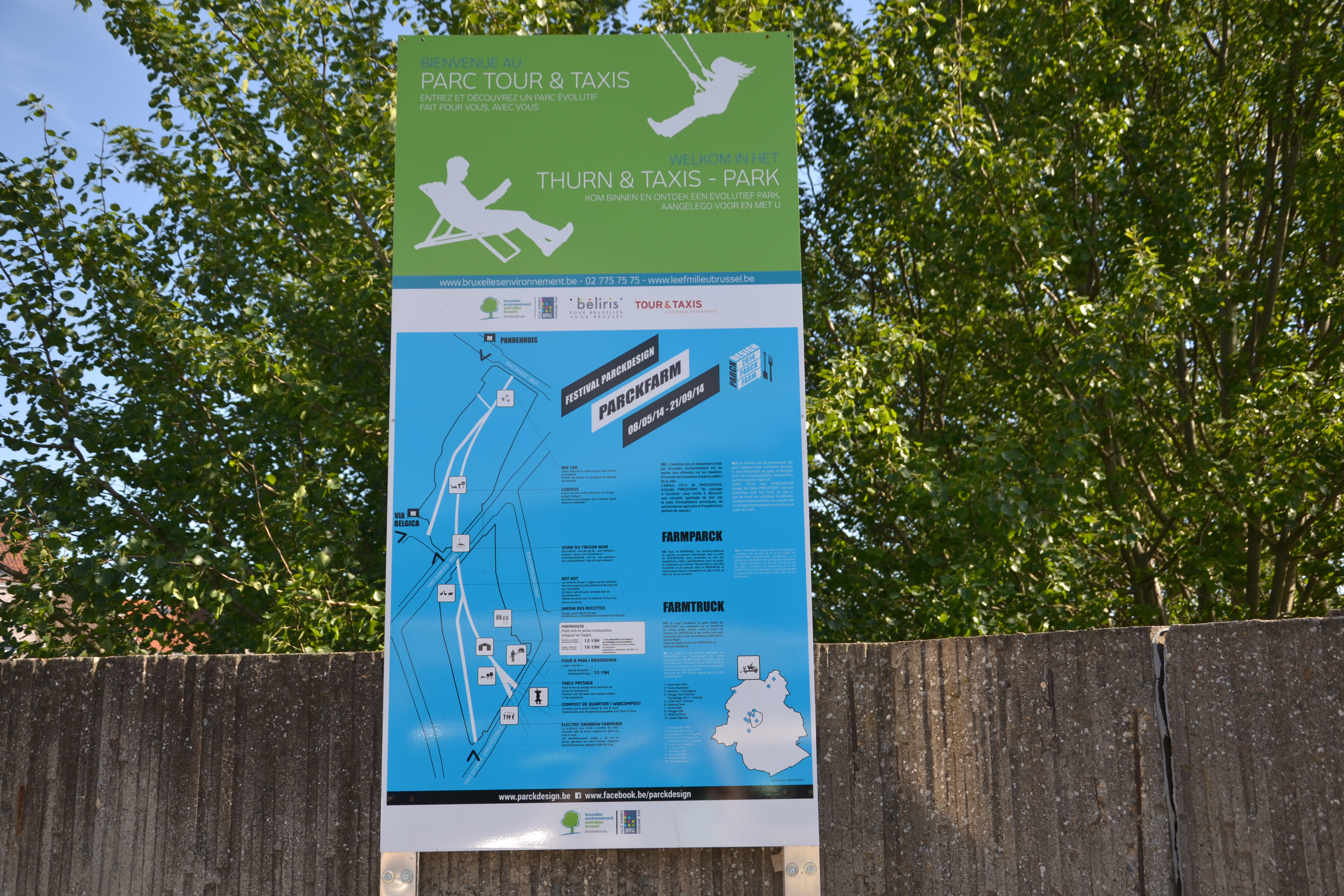
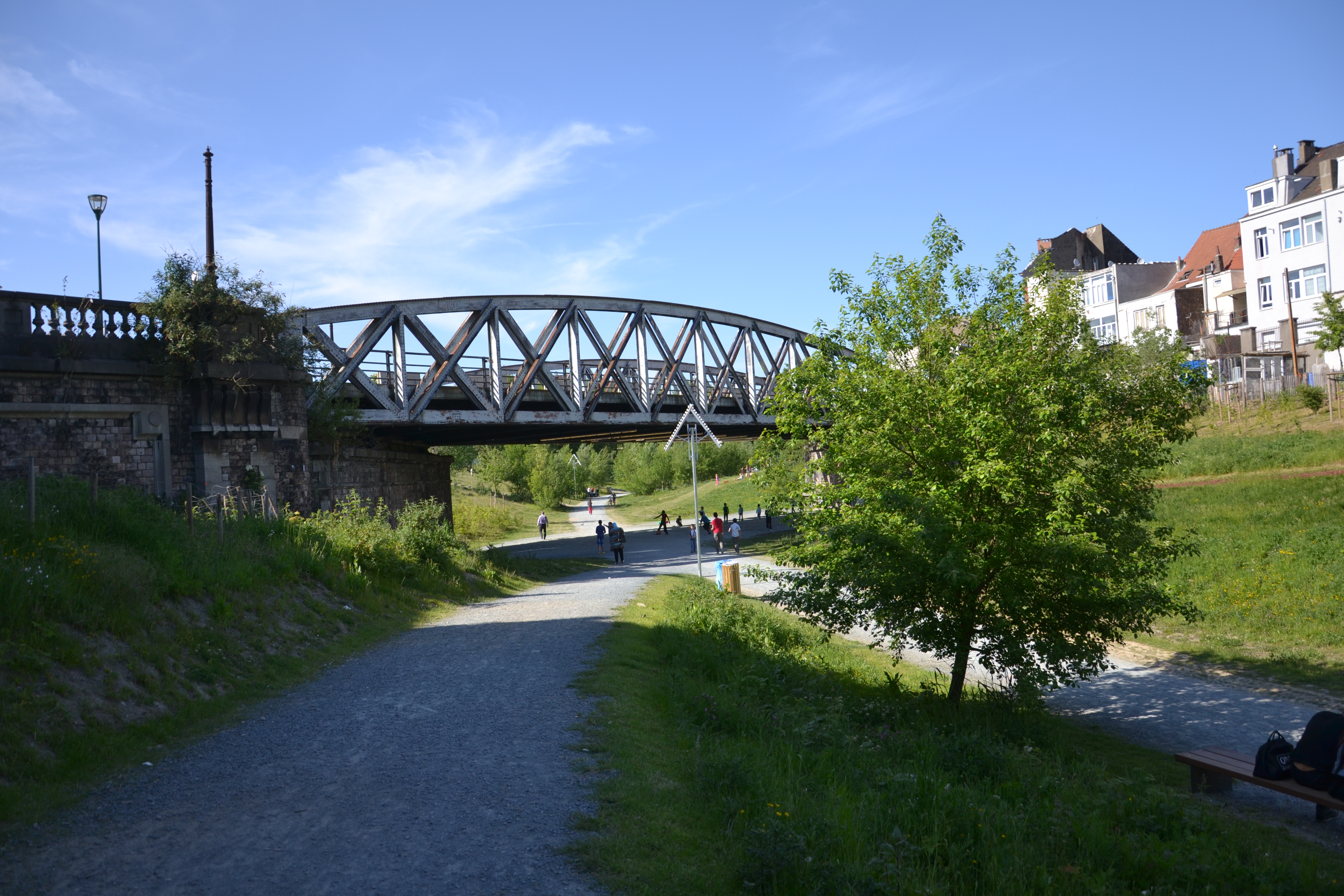
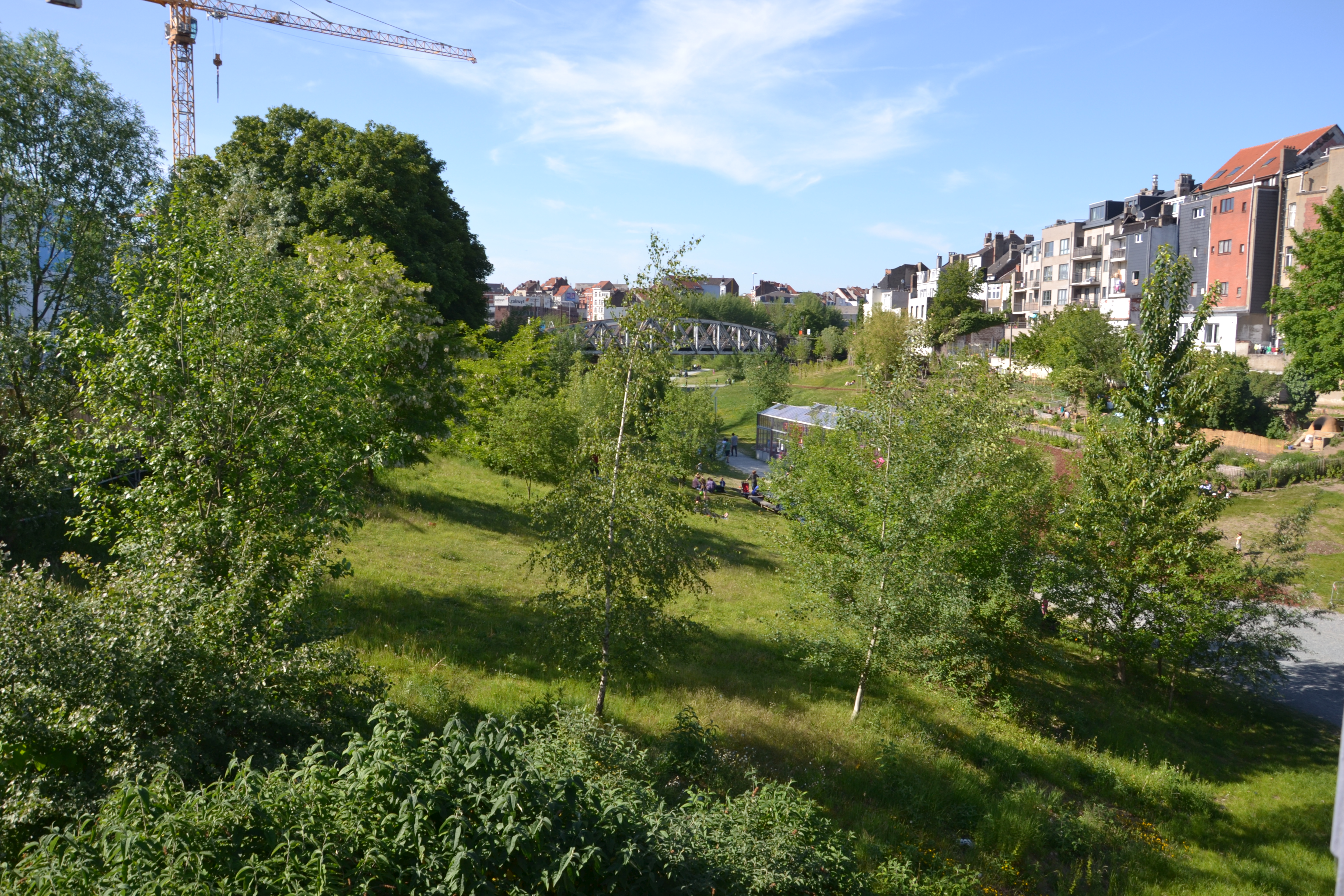
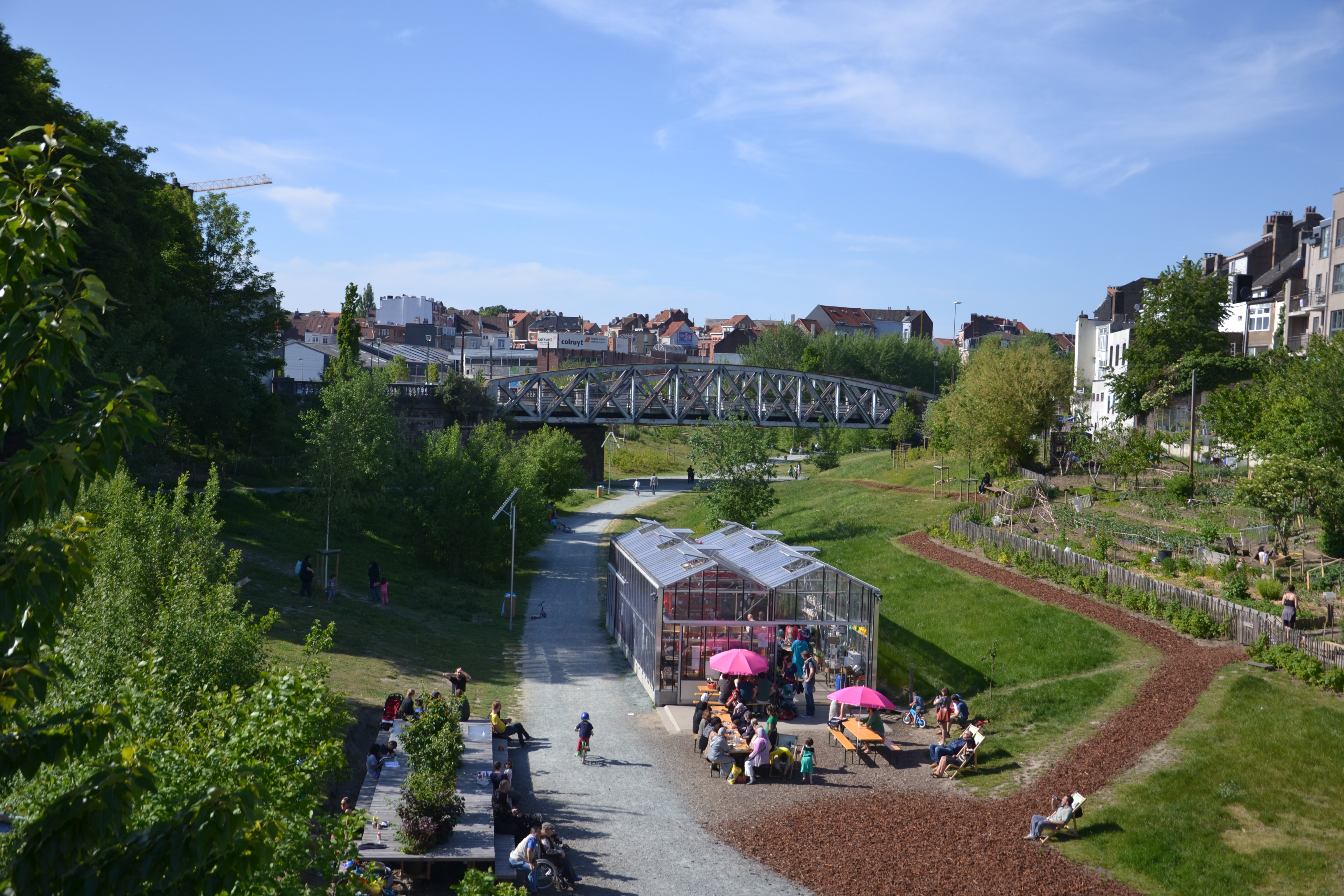
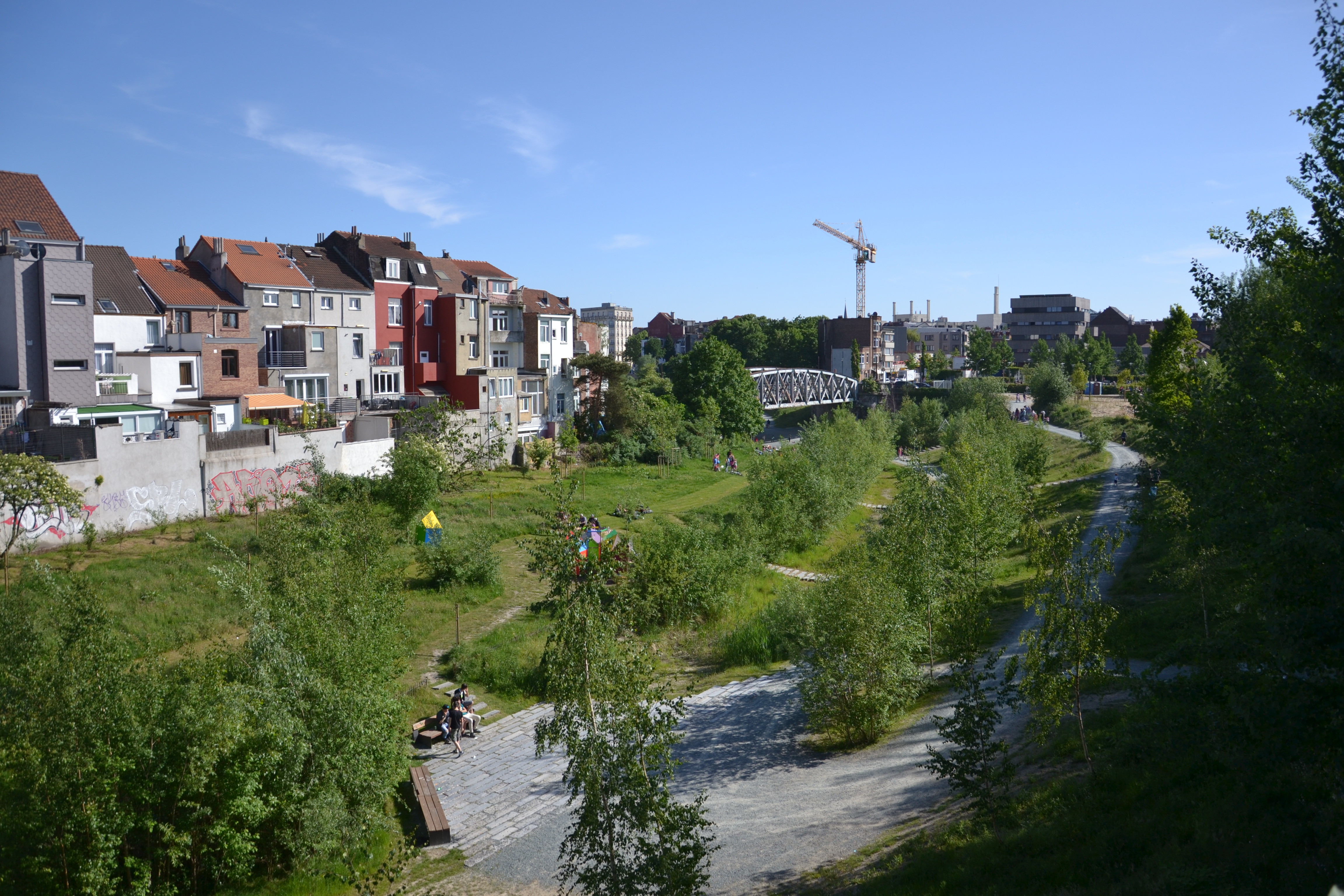